# Gerhard P. Groß
Pour les articles homonymes, voir Groß.
Gerhard P. Groß (né en 1958 à Mayence) est un officier (colonel) et historien militaire allemand.

## Biographie
Groß étudie l'histoire et les sciences politiques à l'Université Johannes-Gutenberg de Mayence . En 1983, il réussit le premier examen d'État pour enseigner dans les lycées. Il rejoint ensuite la Bundeswehr. De 1984 à 1988, il sert au sein du 3e/Bataillon Feldjäger 740 à Mayence. En 1988, il obtient son doctorat sous la direction de Winfried Baumgart au 16e département d'histoire avec la thèse La guerre navale de la marine impériale en 1918
Il travaille ensuite comme maître de conférences en histoire militaire à l'École des officiers de l'armée (de) d'Hanovre jusqu'en 1996, avant de devenir assistant de recherche au Bureau de recherche histoirique militaire de Potsdam (MGFA) la même année et de diriger l'enseignement historique jusqu'en 2003. De 2003 à 2010, il dirige le projet Première Guerre mondiale au sein du domaine de recherche MGFA et de 2010 à 2012, il dirige le domaine de recherche MGFA IV Histoire militaire de la RDA dans l'Alliance. En 2013 et 2014 (à titre provisoire), il dirige le domaine de recherche sur l'histoire militaire allemande à partir de 1945 au Centre d'histoire militaire et des sciences sociales de la Bundeswehr (de), comme on appelle le MGFA depuis qu'il est renommé le 1er janvier 2013. En 2014, il devient chef du département de recherche sur l'histoire militaire jusqu'en 1945 .
Les intérêts de recherche de Groß comprennent l'histoire militaire de la RDA, l'histoire de la Première Guerre mondiale et l'Empire allemand de 1871 à 1918. Son étude sur l’histoire de la pensée opérationnelle dans l’armée allemande, de Moltke à Heusinger (2012), est accueillie positivement par la science et le journalisme et est considérée comme une réfutation réussie de thèses communes, comme la tendance à l'omnipotence de l'état-major général pendant la Première Guerre mondiale ou les prétendues performances opérationnelles supérieures pendant la Seconde Guerre mondiale, qui n'auraient échoué que grâce à l'amateurisme d'Hitler.
En 2014, la traduction anglaise du Schlieffenplan remporte le Prix du livre Arthur-Goodzeit (en)
Depuis 2015, il est membre du conseil consultatif scientifique de la Commission allemande des sépultures de guerre.

## Publications (sélection)
- Die Seekriegführung der Kaiserlichen Marine im Jahre 1918. Peter Lang, Francfort-sur-le-Main, 1989,  (ISBN 3-631-41479-X) (Zugl.: Mainz, Univ., Diss., 1988)
- (dir. avec Jörg Duppler im Auftrag des Militärgeschichtlichen Forschungsamtes): Kriegsende 1918. Ereignis, Wirkung, Nachwirkung (= Beiträge zur Militärgeschichte. Band 53). Oldenbourg, Munich, 1999,  (ISBN 3-486-56443-9).
- (dir. im Auftrag des Militärgeschichtlichen Forschungsamtes): Führungsdenken in europäischen und nordamerikanischen Streitkräften im 19. und 20. Jahrhundert. Mittler, Hambourg, 2001,  (ISBN 3-8132-0762-5).
- (dir. im Auftrag des Militärgeschichtlichen Forschungsamtes): Die vergessene Front – der Osten 1914/15. Ereignis, Wirkung, Nachwirkung. Ferdinand Schöningh, Paderborn, 2006,  (ISBN 978-3-506-75655-8).
- (dir. avec Hans Ehlert und Michael Epkenhans): Der Schlieffenplan. Analysen und Dokumente (= Zeitalter der Weltkriege. Band 2). Im Auftrag des Militärgeschichtlichen Forschungsamtes und der Otto-von-Bismarck-Stiftung. Schöningh, 2. Auflage, Paderborn, 2007,  (ISBN 978-3-506-75629-9).